# Oecleus netron
Oecleus netron är en insektsart som beskrevs av Kramer 1977. Oecleus netron ingår i släktet Oecleus och familjen kilstritar. Inga underarter finns listade i Catalogue of Life.